# 弥栄化学工業
弥栄化学工業株式会社（やさかかがくこうぎょうかぶしきがいしゃ）は、東京都足立区に本社を置く日本の化学製品メーカー。
可塑剤、ポリエチレンパイプ、YTジョイント等その他の有機化学工業製品の製造・販売を行う会社である。
戦後の復興におけるインフラ整備の一環として、いち早くポリエチレン樹脂を採用した給水用配管資材、ポリエチレンパイプ「ヤサカポリパー」の製造に着手し、国内では最古の歴史を持っている。また業界初の画期的な冷間高方式継手「YTジョイント」も開発し、多くの自治体・工事業者に好評を得ている。

## 沿革
- 1941年（昭和16年）11月 - 東京市足立区南鹿浜町（当地・現在の東京都足立区新田）にて創業、溶剤の生産を開始
- 1948年（昭和23年）- 可塑剤 DBP の生産を開始
- 1951年（昭和26年）- 可塑剤 BPBG の生産を開始
- 1952年（昭和27年）- 可塑剤 DOP の生産を開始
- 1955年（昭和30年）- 可塑剤 DOA の生産を開始
- 1956年（昭和31年）- ポリエチレンパイプ「ヤサカポリパー」の製造販売を開始
- 1958年（昭和33年）- 日本工業規格表示許可工場認可（JIS K 6761）
- 1963年（昭和38年）- 日本工業規格表示許可工場認可（JIS K 6762）
- 1967年（昭和42年）- 業界初の冷間工法式継手「YTジョイント」の製造販売を開始
- 1980年（昭和55年）- 水道用ポリエチレンパイプの二層管を開発・製造を開始
- 1997年（平成9年）- 給水用具（継手類）の認証取得 (砲金製YTジョイント)
- 2003年（平成15年）- 砲金製YTジョイントの厚生省令改正に伴う新水質基準（鉛除去）対策を完了
- 2008年（平成20年）- 工業標準化法改正に伴うJISマーク表示制度の認証取得（JIS K 6761 並びに JIS K 6762）